# Motor Ferrari Lampredi
El motor Ferrari Lampredi era un motor V12 a 60° de aspiración natural, producido por el fabricante italiano Ferrari entre 1950 y 1959. A partir de él, se derivaron las variantes de cuatro cilindros en línea y de seis cilindros en línea utilizadas en las carreras.
El ingeniero Aurelio Lampredi diseñó varios motores de carreras para Ferrari. Lo contrataron para cubrir la apuesta de la compañía para disponer de una familia de motores diferente a los pequeños V12 diseñados por Gioacchino Colombo. Variantes de su diseño permitieron a la compañía adjudicarse una serie de campeonatos mundiales en los años 1950. Sin embargo, todos fueron abandonados rápidamente tras la llegada a Ferrari de Vittorio Jano, cuyas versiones V6 y V8 del Ferrari Dino sustituyeron a los motores de cuatro y seis cilindros en línea de Lampredi, mientras que la evolución del más antiguo motor Ferrari Colombo continuó siendo el V12 preeminente en la compañía.

## V12

### 275
Después del poco éxito en la Fórmula 1 con el Colombo V12 sobrealimentado, Ferrari volvió a poner su atención en los motores atmosféricos. La tarea de crear el nuevo V12 para usarse en la Fórmula 1 recayó en Aurelio Lampredi, quien diseñó una unidad de 3322 cm³ (3,3 litros), con un diámetro x carrera de 72 x 68 mm (2,83 x 2,68 pulgadas) y los ejes de los cilindros a 108 mm (4,25 pulgadas) de distancia para el 275 S y el 275 F1. El motor SOHC de 2 válvulas debutó con el 275 S como banco de pruebas, con tres carburadores Weber 40DCF, desarrollando 270 CV (266 HP; 199 kW) y pronto se actualizó para la F1 con los Weber 42DCF, rindiendo 300 CV (296 HP; 221 kW).
Aplicaciones
- Diámetro x carrera: 72 x 68 mm (2,83 x 2,68 pulgadas)
  - 1950 Ferrari 275 S
  - 1950 Ferrari 275 F1

### 340

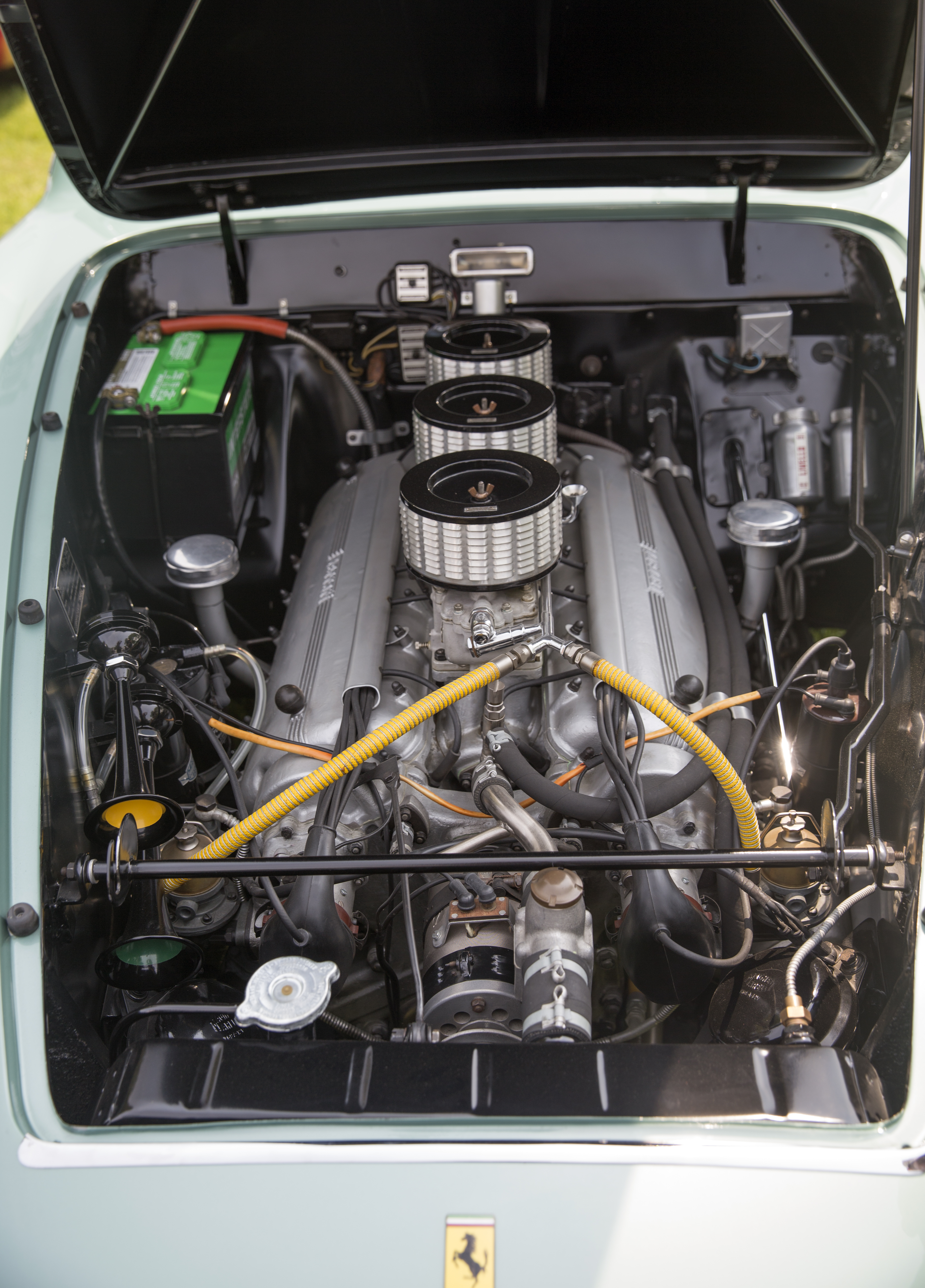
Un Lampredi V12 de un 342 America

Al no poder igualar el rendimiento del Alfetta 158, Lampredi actualizó el diseño a 4101 cm³ (4,1 litros) para el 340 F1. La potencia creció a 335 CV (330 HP; 246 kW), pero el monoplaza se usó solamente en carreras que no eran de campeonato y muy pronto sería reemplazado por un Ferrari con motor todavía más grande. Al igual que los motores de Colombo, los de Lampredi también se abrieron camino en los coches de carretera. El 340 America de 1950 y el 340 México/MM posterior fueron los primeros modelos equipados con los grandes motores de 4101 cm³ (4,1 litros) con un diámetro x carrera de 80 x 68 mm (3,15 x 2,68 pulgadas), que producían de 220 a 280 CV (217 a 276 HP) (162 a 206 kW). Todos los coches de carretera GT usaban sistema de lubricación por cárter húmedo, a excepción del 340 America, que tenía uno de cárter seco basado directamente en el 340 F1.
Aplicaciones
- Diámetro x carrera: 80 x 68 mm (3,15 x 2,68 pulgadas)
  - 1950 Ferrari 340 F1
  - 1950 Ferrari 340 America
  - 1951 Ferrari 342 America
  - 1952 Ferrari 340 México
  - 1953 Ferrari 340 MM

### 375

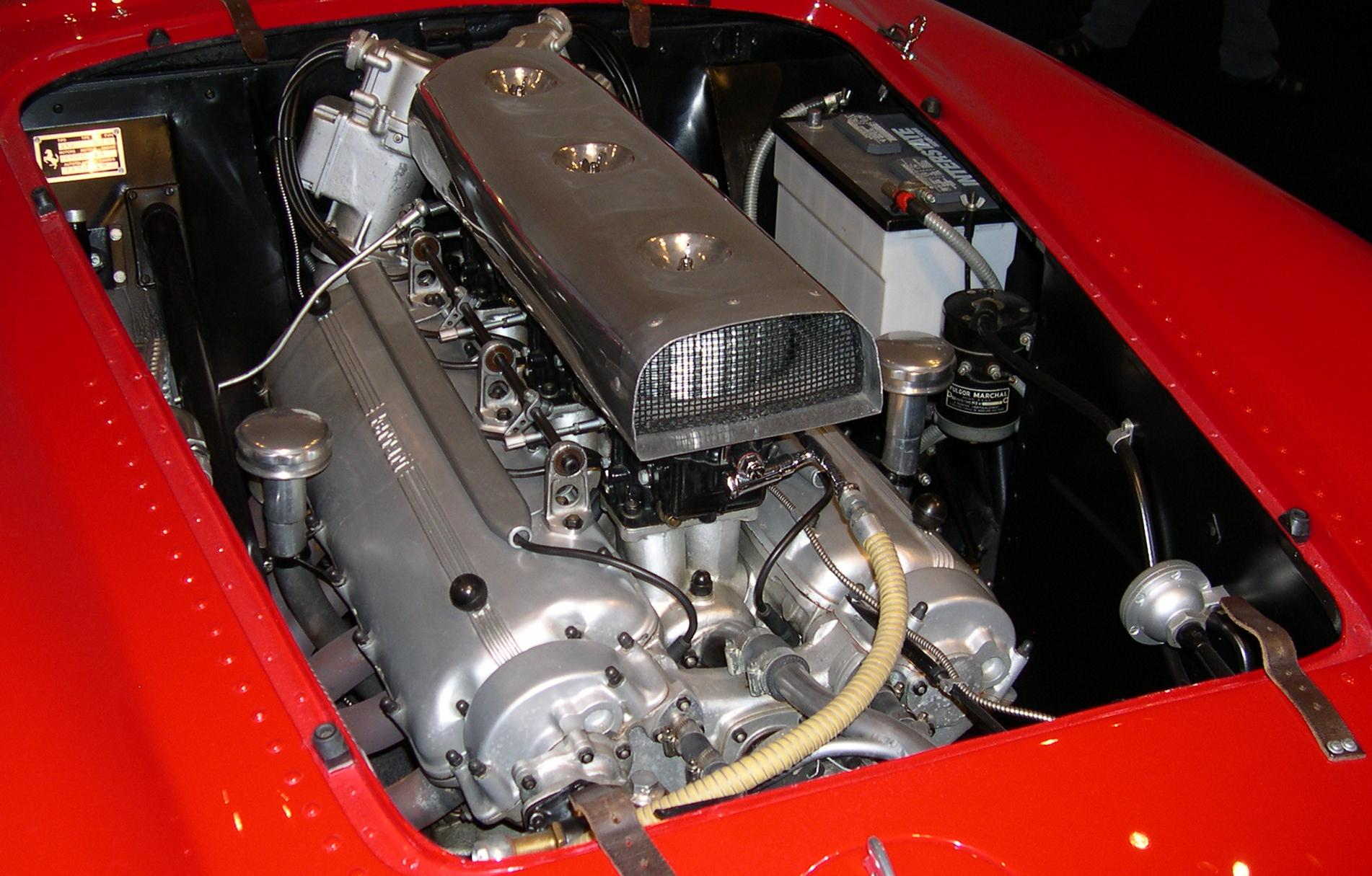
Un Lampredi V12 de 5.0 litros en un 375 Plus

El mismo año que salió el 340 F1, se estrenó el último motor de F1 diseñado por Lampredi. Con este motor de 4493 cm³ (4,5 litros) con 350 CV (345 HP; 257 kW) instalado en el 375 F1, por fin pudo Ferrari imponerse a los Alfa Romeo en el Gran Premio de Gran Bretaña de 1951 en el Circuito de Silverstone. Para la temporada de 1952, Ferrari modificó el 375 F1 para la carrera de las 500 Millas de Indianápolis de 1952. El diámetro se redujo ligeramente en 1 mm, hasta los 79 mm (3,11 pulgadas), para obtener un desplazamiento total inferior a 4382 cm³ (4,4 litros). Los nuevos carburadores Weber 40IF4C mejoraron la potencia de salida a unos impresionantes 380 CV (375 HP; 279 kW). Todos los V12 Lampredi de Fórmula 1 usaban lubricación por cárter seco. Esta familia de motores siguió siendo el único V12 de Ferrari que nunca se actualizó a una configuración de cuádruple árbol de levas. En 1953, los Lampredi V12 que impulsaban a los 375 MM tenían el desplazamiento aumentado a 4522 cm³ (4,5 litros), con la potencia incrementada a 340 CV (335 HP; 250 kW). Su versión rebajada también equipaba al modelo 375 America. Los 375 MM de fábrica recibieron diferentes motores directamente de la Fórmula 1, con un desplazamiento de 4493 cm³ (4,5 litros). La penúltima evolución del desplazamiento llegó en 1954, con el 375 Plus. Este motor de casi 4954 cm³ (5 litros) compartió su carrera con el motor 375 F1 de 74,5 mm (2,93 pulgadas) y desarrollaba 330 CV (325 HP; 243 kW) a las 6000 rpm. Esta mejora ayudó a obtener victorias en Le Mans y en la Carrera Panamericana ese año. Aparte de los posteriores 375 Plus y 410 S, todos los primeros Sport V12 usaban lubricación por cárter húmedo. Todos los Lampredi V12 tenían una carrera de 68 mm (2,68 pulgadas), excepto los del 375 F1 y 375 Plus agrandados.
Aplicaciones
- Diámetro x carrera: 80 x 74,5 mm (3,15 x 2,93 pulgadas)
  - 1950 Ferrari 375 F1
  - 1953 Ferrari 375 MM[10]
- Diámetro x carrera: 79 x 74,5 mm (3,11 x 2,93 pulgadas)
  - 1952 Ferrari 375 Indianápolis
- Diámetro x carrera: 84 x 68 mm (3,31 x 2,68 pulgadas)
  - 1953 Ferrari 375 MM
  - 1953 Ferrari 375 America
- Diámetro x carrera: 84 x 74,5 mm (3,31 x 2,93 pulgadas)
  - 1954 Ferrari 375 Plus

### 250
Los motores Lampredi se trasladaron al 250 Europa de 1953. A diferencia de los motores anteriores con su diámetro x carrera de 80 x 68 mm (3,15 x 2,68 pulgadas), el 250 usaba dimensiones cuadradas de 68 mm (2,68 pulgadas) para un total de 2963 cm³ (3 litros). La potencia de salida era de 200 CV (197 HP; 147 kW) a las 6300 rpm.

### 410
El gran motor del America se hizo todavía más grande para el 410 Superamerica de 1955, con un diámetro x carrera de 88 x 68 mm (3,46 x 2,68 pulgadas), que desplazaba 4963 cm³ (5 litros) y rendía de 340 a 360 CV (335 a 355 HP) (250 a 265 kW), según la configuración de los carburadores. El mismo motor equipó al último automóvil deportivo de carreras con V12 Lampredi: el 410 S, con algunas unidades potenciadas con cuatro bobinas y enchufes gemelos para cada cilindro, para una potencia máxima de salida de 380 CV (375 HP; 279 kW).
Aplicaciones
- Diámetro x carrera: 88 x 68 mm (3,46 x 2,68 pulgadas)
  - 1955 Ferrari 410 S
  - 1955 Ferrari 410 Superamerica

## Cuatro cilindros en línea

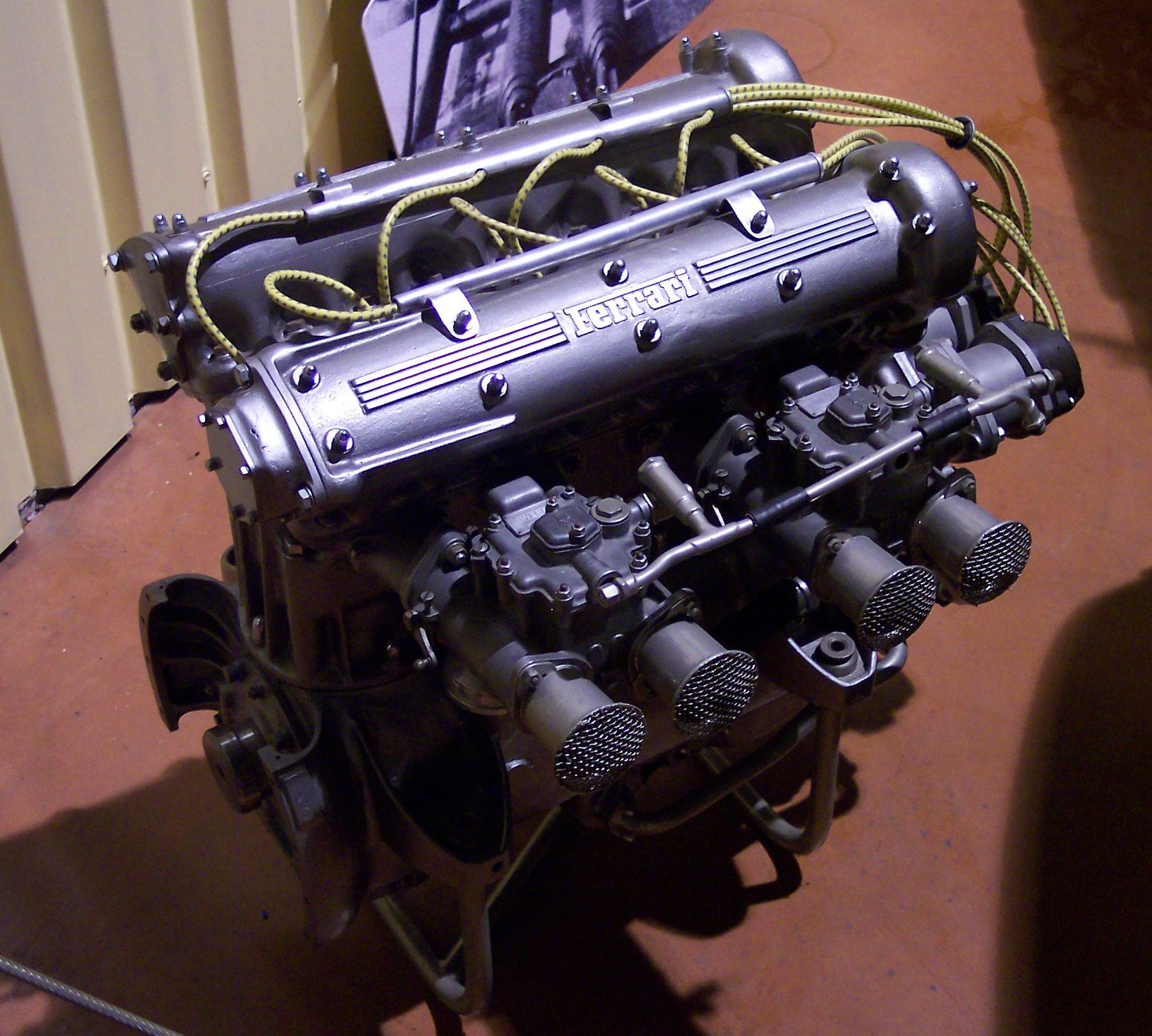
Motor Ferrari Lampredi de cuatro cilindros en línea

Lampredi diseñó un cuatro cilindros en línea para su uso en Fórmula 2, que se adoptó más tarde para los automóviles de Fórmula 1 y del Mundial de Deportivos hasta la década de 1950. El original de 1985 cm³ (2 litros) de 1951 demostraría ser el más longevo, continuando hasta 1957 en varios coches. Todos los Lampredi cuatro en línea utilizaban lubricación con cárter seco.

### 500
El motor inicial era una unidad de 1985 cm³ (2 litros) con un diámetro x carrera de 90 x 78 mm (3,54 x 3,07 plg). Este fue la segunda unidad de cuatro cilindros diseñada por Lampredi que Ferrari utilizó en las carreras, apareciendo en 1951 en el Ferrari Tipo 500 de Fórmula 2. El motor de aluminio rendía 165 CV (163 HP; 121 kW) con dos carburadores Weber 45DOE, con lo que la potencia aumentó en 1953 a 185 CV (182 HP; 136 kW) con dos carburadores 50DCO. Su primera salida se produjo en el Gran Premio de Italia de 1951, disputado el 23 de septiembre y ganado por Alberto Ascari.
Un cuatro cilindros completamente diferente apareció en 1953 en el 553 F2. Esta vez, el diámetro x carrera era de 93 x 73,5 mm (3,66 x 2,89 plg) y de para un total de 1997 cm³ (2 litros). Dos carburadores Weber 50DCOA3 permitían rendir hasta 180 CV (178 HP; 132 kW).
El motor original de Fórmula 2 de 1951 de 1985 cm³ (2 litros), se utilizó para el Campeonato Mundial de Sport Prototipos en 1953 y para equipar al 500 Mondial. Con menor compresión y dos carburadores Weber 45DCOA/3, rendía 170 CV (168 HP; 125 kW). El mismo motor, ajustado a 180 CV (178 HP; 132 kW), se utilizó en el famoso 500 TR. La culata de "cabeza roja" prestó su nombre al coche, el primer Testa Rossa. Otro TR con este motor, el 500 TRC de 1957, fue producido para cumplir con las nuevas regulaciones de la sección C del Código Deportivo Internacional. Este modelo solamente compitió pilotado por clientes de la firma.
Aplicaciones
- Diámetro x carrera: 90 x 78 mm (3,54 x 3,07 pulgadas)
  - 1951–1953 Ferrari Tipo 500
  - 1953 Ferrari 500 Mondial
  - 1956 Ferrari 500 TR
  - 1957 Ferrari 500 TRC
- Diámetro x carrera: {93 x 73,5 mm (3,66 x 2,89 pulgadas)
  - 1953 Ferrari 553 F2

### 625

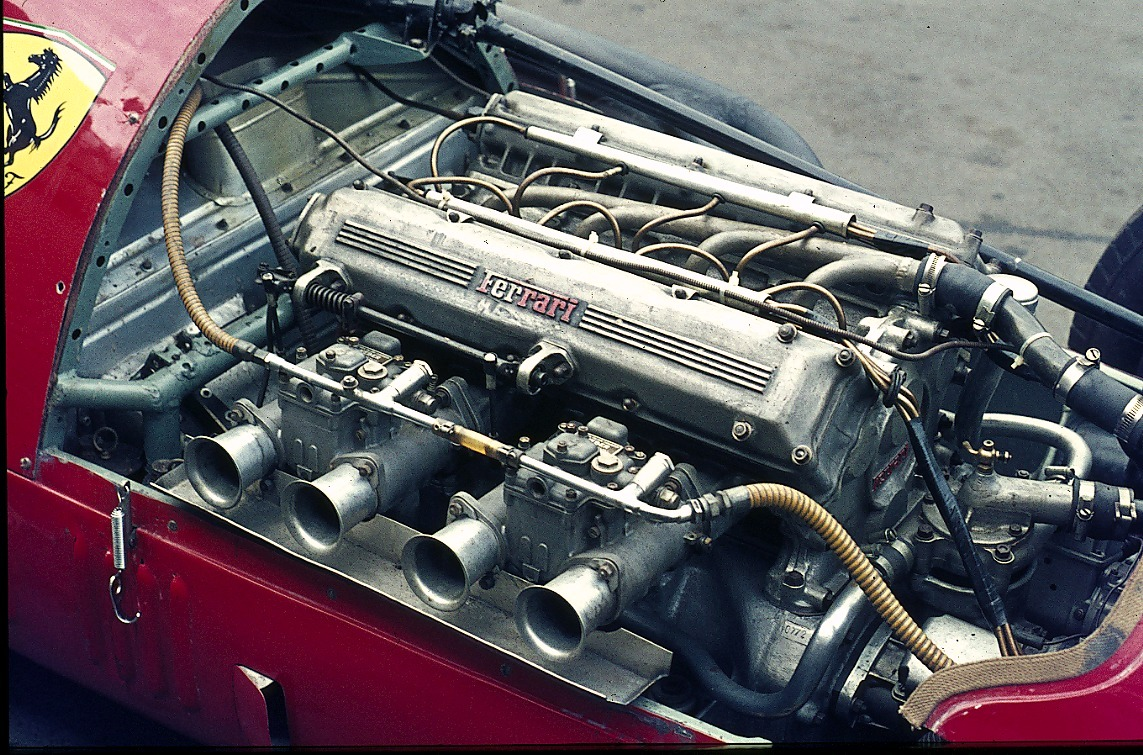
Motor de en un Ferrari 500 de 1954 en Nürburgring

El Tipo 500 fue el primer Fórmula 1 de Ferrari con un cuatro cilindros en línea. Se seleccionaron dimensiones de 94 x 90 mm (3,70 x 3,54 pulgadas), para un desplazamiento total de 2498 cm³ (2,5 litros). La potencia era de 210 a 230 CV (207 a 227 HP) (154 a 169 kW). El coche no fue seleccionado para la competición al principio, a favor del 500 F2 de cilindrada más baja. Se probó por primera vez el 2 de septiembre de 1951 en Bari.
El 625 F1 fue reelaborado a fines de 1953 para convertirse en 1954 en el 553 F1. Se modificó el motor, adoptándose un diámetro por carrera de 100 x 79,5 mm (3,94 x 3,13 plg), para un desplazamiento similar de 2498 cm³ (2,5 litros). El coche de Fórmula 1, con compresión 13.0:1 y dos carburadores Weber 50DCOA/3, entregaba 260 CV (256 HP; 191 kW). El motor super-cuadrado reapareció de nuevo en el 555 F1 de 1955 con exactamente las mismas especificaciones.
La primera aplicación del cuatro cilindros de Lampredi fuera de la Fórmula 1 y de la Fórmula 2 fue esta misma unidad de 2498 cm³ (2,5 litros) en el 625 TF de 1953. El motor de aluminio rendía 220 CV (217 HP; 162 kW) con dos carburadores Weber 50DCO4. Aunque marcado como TF, el coche nunca corrió en la Targa Florio. Después del Desastre de Le Mans en 1955, el cuatro cilindros de 2498 cm³ (2,5 litros) resucitó para el 625 LM de 1956. Con diferentes configuraciones de carburadores, dos Weber 42DCOA/3, la potencia se mantuvo igual en 220 CV (217 HP; 162 kW), lo que fue suficiente para obtener el tercer lugar en Le Mans.
Aplicaciones
- Diámetro x carrera: 100 x 79,5 mm (3,94 x 3,13 pulgadas)
  - 1954 Ferrari 553 F1
  - 1955 Ferrari 555 F1
- Diámetro x carrera: 94 x 90 mm (3,70 x 3,54 pulgadas)
  - 1951 Ferrari 625 F1
  - 1953 Ferrari 625 TF
  - 1956 Ferrari 625 LM
  - 1957 Ferrari 625 TRC

### 735
También se produjo una versión de gran calibre en 1953: el 735 S. El desplazamiento era de 2941,66 cm³ (2,9 litros) con un diámetro de 102 mm (4,02 pulgadas), aunque se mantuvo la misma carrera de 90 mm (3,54 pulgadas). La potencia ascendía a 225 CV (222 HP; 165 kW), con dos carburadores Weber 50DCOA.

### 750
En 1954, el diámetro interior del Lampredi de cuatro cilindros se elevó a 103 mm (4,06 pulgadas) para la unidad de 2999,62 cm³ (3 litros) utilizada en el 750 Monza. El motor se desarrolló a partir de un Tipo 555 de cuatro cilindros. Los carburadores dobles Weber 58DCOA/3 permitían obtener un rendimiento de 260 CV (256 HP; 191 kW).

### 857 y 860
Para 1955, el Tipo 129 debutó en el 857 S. El diámetro era el mismo de 102 mm (4,02 pulgadas) del Tipo 735, pero la carrera era de 105 mm (4,13 pulgadas) para un total de 3432 cm³ (3,4 litros). En la Targa Florio de 1955, el 857 S quedó tercero en la general, con Eugenio Castellotti al volante. El mismo tipo de motor que en el 857 S, se utilizó más tarde en el 860 Monza de 1956 con dos carburadores Weber 58DCOA/3 y 280 CV (276 HP; 206 kW). Estos coches se ubicaron en primer y segundo lugar en las 12 Horas de Sebring y en segundo y tercer lugar en las Mille Miglia de ese año.
Aplicaciones
- Diámetro x carrera: 102 x 105 mm (4,02 x 4,13 pulgadas)
  - 1955 Ferrari 857 S
  - 1956 Ferrari 860 Monza

## Seis cilindros en línea

### 306 S
En 1954, Ferrari produjo su primer seis cilindros en línea. Aurelio Lampredi diseñó un prototipo de 2977,28 cm³ (3 litros): el Tipo 114, para el deportivo experimental 306 S que nunca llegó a competir. Las medidas internas eran idénticas a las del motor del 500 Mondial.

### 376 S
Se instaló una versión más grande de 3747,48 cm³ (3,7 litros): el Tipo 118, en el deportivo 376 S de corta duración, también conocido como 118 LM, a partir del chasis del 306 S en 1955. Utilizaba el mismo diámetro x carrera de 94 x 90 mm (3,70 x 3,54 pulgadas) que el cuatro cilindros en línea original de Lampredi del 625 F1, una versión potenciada capaz de producir 280 CV (276 HP; 206 kW) a las 6200 rpm, equipado con tres carburadores Weber 58DCOA/3.

### 735 LM
Posteriormente, en el mismo año, se creó el 735 LM, también conocido como 121 LM o 446 S, destinado a las 24 Horas de Le Mans de 1955, esta vez nombrado por su desplazamiento unitario, al igual que se hizo en el motor 735 S del que se extrajeron sus dimensiones. Lampredi modificó el diámetro interior del 376 S con 102 mm (4,02 pulgadas) para el 735 LM Tipo 121. El desplazamiento era de 4412,49 cm³ (4,4 litros). Los carburadores triples Weber 50DCOA/3 aumentaron la potencia hasta 330 CV (325 HP; 243 kW) a las 5800 rpm. Con esta potencia, el 735 LM podía alcanzar 282 km/h (175 mph) en la recta de Mulsanne en Le Mans. Ambos motores utilizaban lubricación por cárter seco.

## Prototipo de dos cilindros en línea
Enzo Ferrari y Aurelio Lampredi estaban interesados en crear motores extremadamente fiables para las carreras. En 1955, después de ver el éxito de los cuatro cilindros en línea de Lampredi, la pareja consideró producir un motor de dos cilindros en línea para los circuitos de carreras más lentos y sinuosos. Lampredi construyó un prototipo: el Tipo 116 con cuatro válvulas por cilindro y 2493 cm³ (2,5 litros) de desplazamiento. El diámetro y la carrera eran inusuales: 118 x 114 mm (4,65 x 4,49 pulgadas). El nombre del proyecto era 252 F1, según la convención de nomenclatura. Rendía 175 CV (173 HP; 129 kW) a las 4800 rpm en el banco de pruebas, pero rompió el cigüeñal debido a un mal equilibrado. El proyecto se abandonó poco después en favor de los cuatro cilindros más convencionales.